# Leptura auratopilosa
Leptura auratopilosa là một loài bọ cánh cứng trong họ Cerambycidae.